# 栄駅 (愛知県)

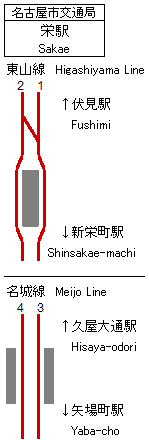
配線図

栄駅（さかええき）は、愛知県名古屋市中区栄3丁目にある、名古屋市営地下鉄の駅である。

## 概要
名古屋市の中心部栄に位置し、名古屋市営地下鉄においても要となる駅である。名城線北部駅務区栄管区駅が管轄する駅であり、東別院駅～志賀本通駅までの各駅（上前津駅、久屋大通駅、名古屋城駅を除く）及び、茶屋ヶ坂駅、自由ヶ丘駅を管理している。
東山線と名城線が乗り入れる。東山線にはH10、名城線にはM05の駅番号が付与されている。また名古屋鉄道（名鉄）瀬戸線の栄町駅と乗り換えが可能であり（連絡改札口はなく、乗り換えの際は一旦改札外に出る必要がある）、地下鉄久屋大通駅（連絡運輸はない）とも地下街などで連絡している。

## 歴史

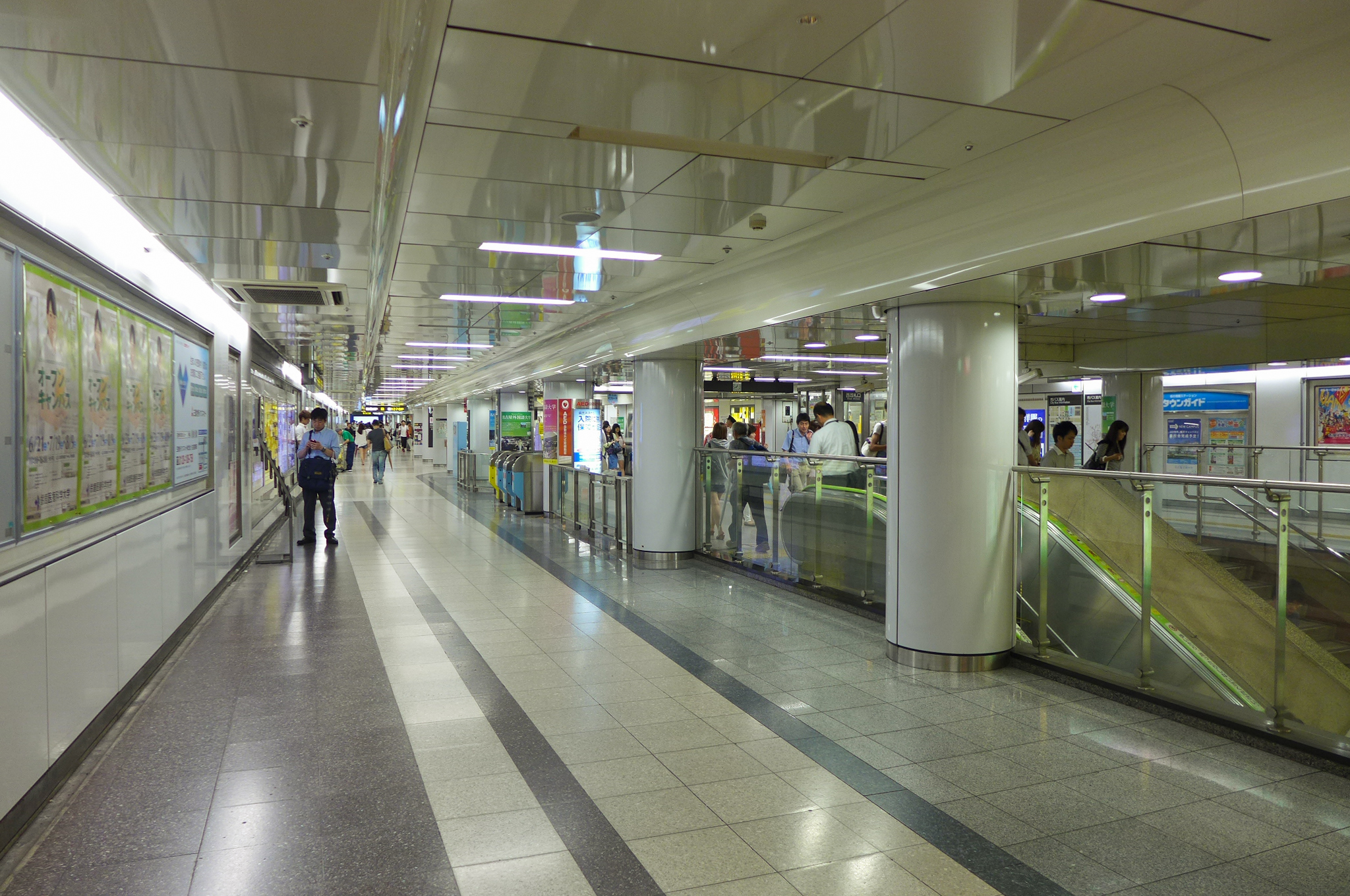
コンコース

- 1950年（昭和25年）1月19日：建設省告示第9号で計画決定[4]。
- 1954年（昭和29年）8月：名古屋駅 - 当駅間を着工[4]。
- 1957年（昭和32年）11月15日：1号線（現・東山線）の栄町駅として開業[2]。
- 1960年（昭和35年）6月15日：池下駅までの延伸開業に伴い途中駅になる[2]。
- 1965年（昭和40年）10月15日：2号線（現・名城線）の駅が開業。乗換駅となる[2]。
- 1966年（昭和41年）6月1日：栄駅に改称。
- 1967年（昭和42年）3月30日：金山駅 - 当駅間の延伸開業により、2号線の駅も途中駅となる[2]。
- 1983年（昭和58年）8月16日：駅構内の変電所より出火、3時間以上燃え続ける。消防隊員2人が殉職したほか、列車も運行停止した[5]。
- 2011年（平成23年）2月11日：manaca運用開始。
- 2015年（平成27年）11月8日：東山線で可動式ホーム柵使用開始。
- 2018年（平成30年）12月7日：当駅が改修工事の対象となる[6]（工事は2019年度から実施[6]）。
- 2020年（令和2年）
  - 8月2日：名城線4番線で可動式ホーム柵使用開始[7]。
  - 8月23日：名城線3番線で可動式ホーム柵使用開始[7]。
  - 10月27日：東山線ホームA階段付近に名城線市役所方面との乗り換えエレベーターが供用開始。これによって東山線と名城線がエレベーター利用のみで改札内乗り換え可能となる。
- 2023年（令和5年）11月6日～2025年（令和7年）3月14日（予定）：明るく清潔感のある快適・便利な駅空間を提供できるよう名城線ホームのリニューアル工事を実施。[8]

## 駅構造
地下駅。東山線は島式ホーム1面2線、名城線は相対式ホーム2面2線で東山線・名城線とも可動式ホーム柵が設置されている。
アクセントカラーは東山線・名城線とも橙色。

### のりば

栄駅構内図
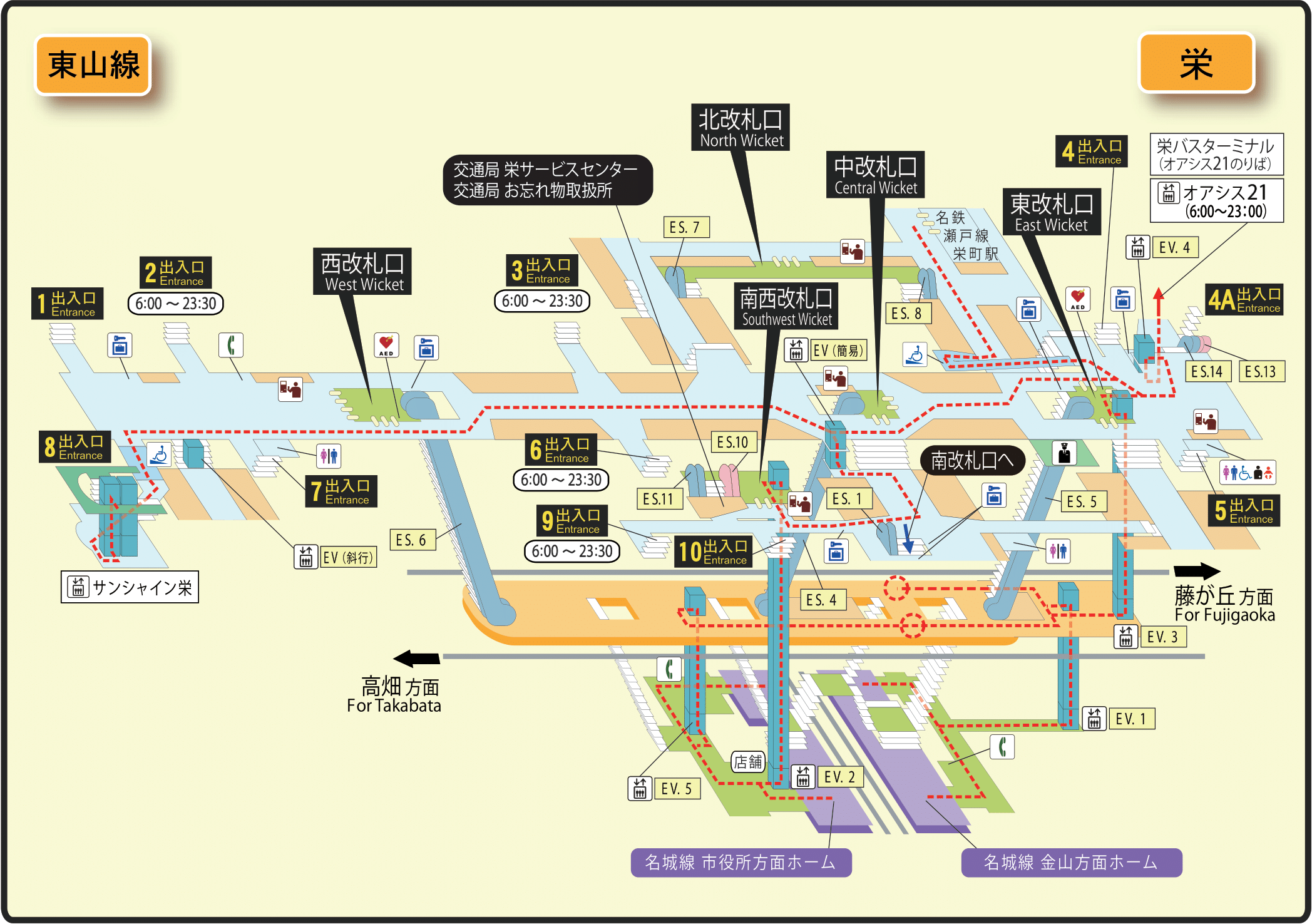
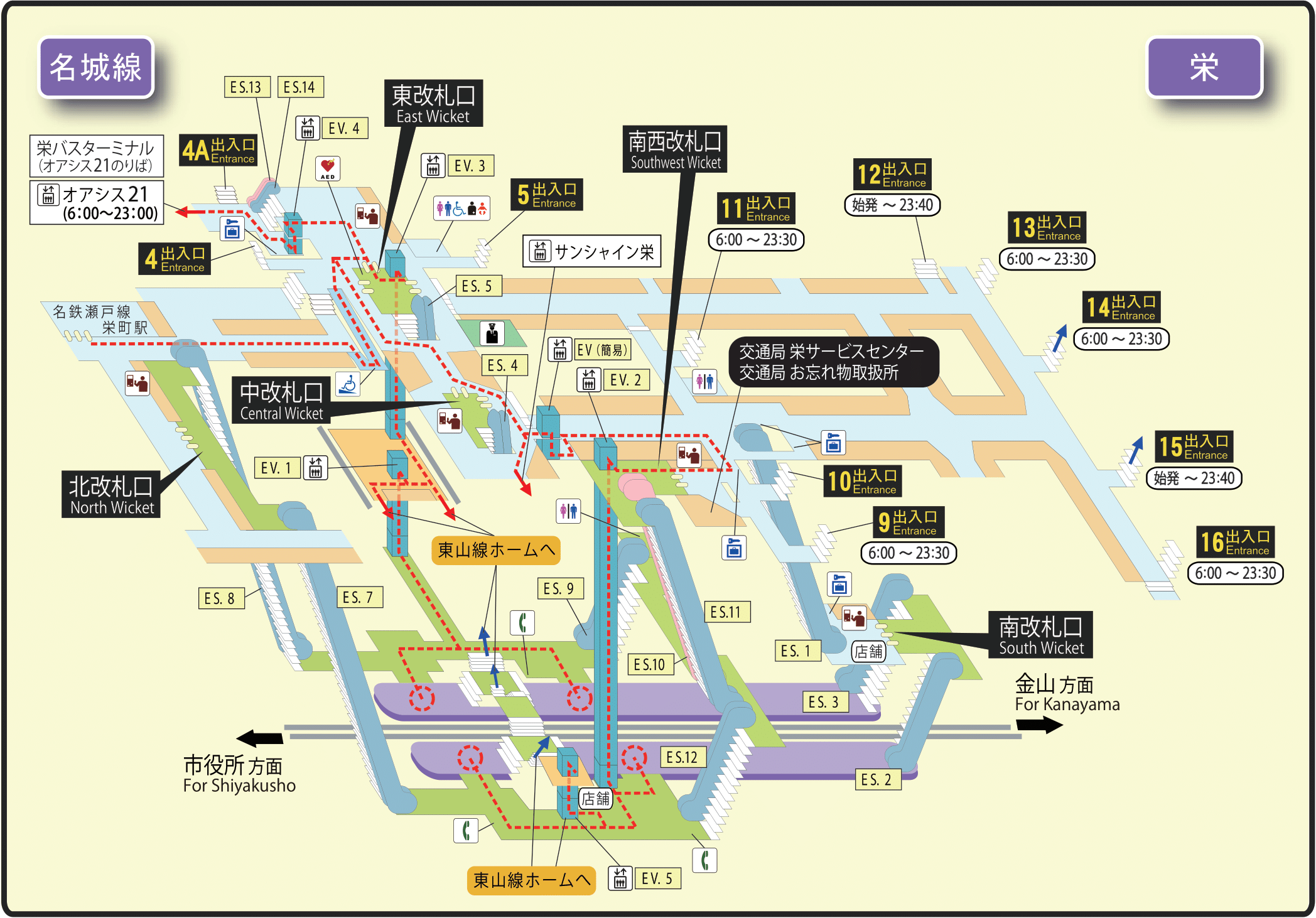

| ホーム | 路線          | 方向   | 行先                               |
| ------ | ------------- | ------ | ---------------------------------- |
| 1      | 東山線        | -      | 東山公園・藤が丘方面               |
| 2      | 東山線        | -      | 名古屋・高畑方面                   |
| 3      | 名城線 名港線 | 左回り | 上前津・金山・名古屋港・新瑞橋方面 |
| 4      | 名城線        | 右回り | 名古屋城・平安通・大曽根方面       |

- 栄駅構内図

### 乗り換え 階段

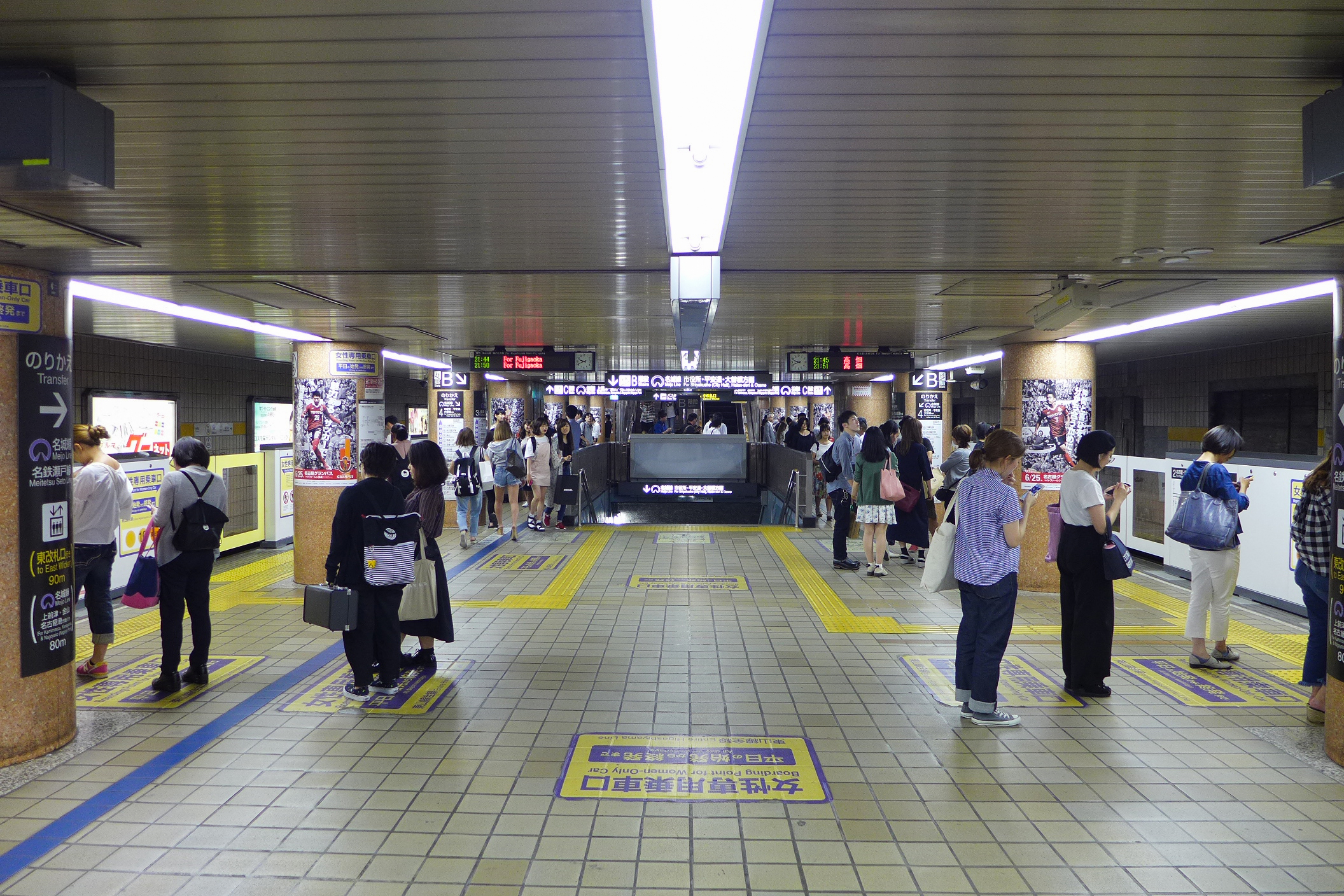
東山線ホームと名城線への連絡階段

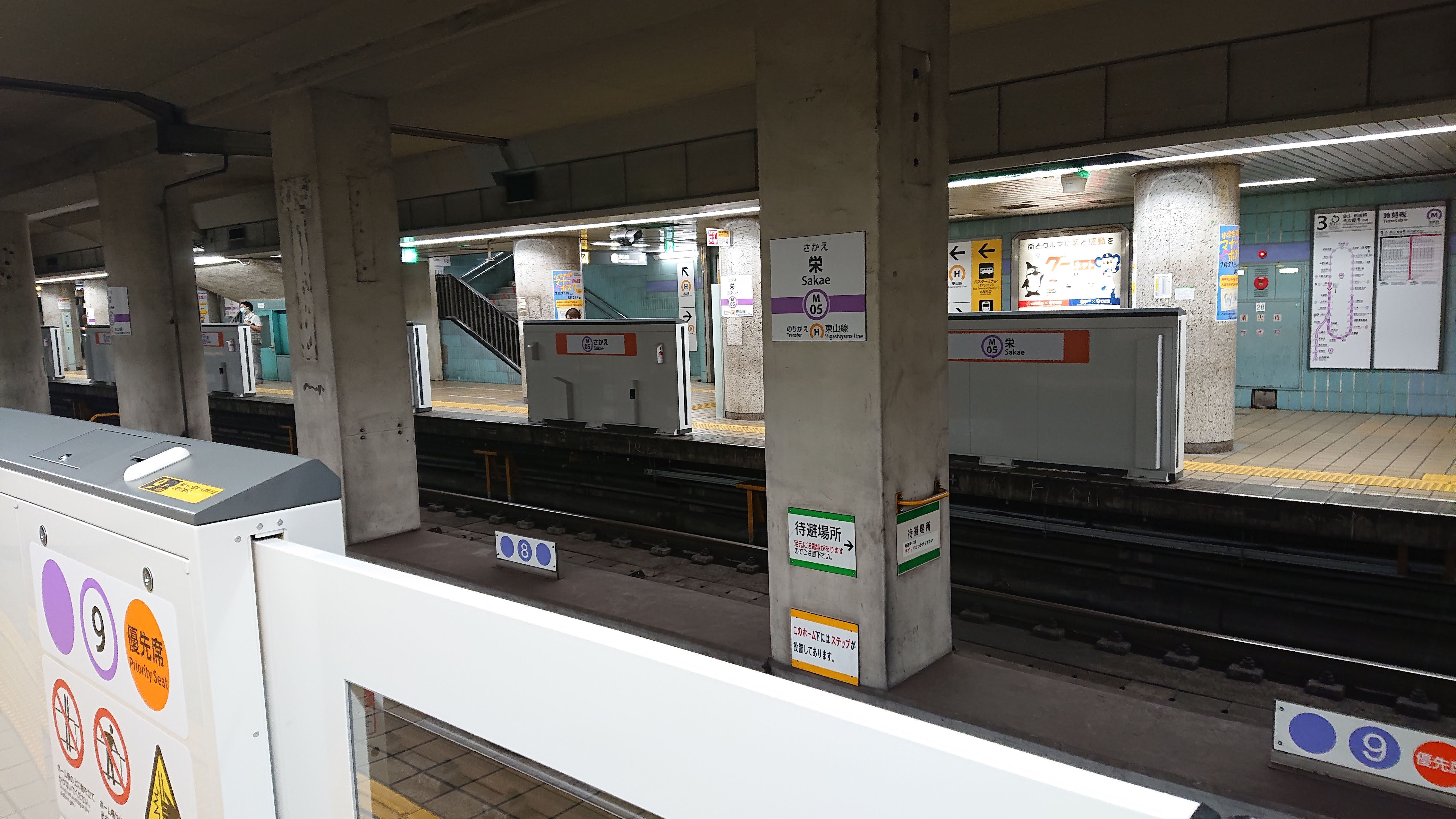
名城線ホーム

A階段・B階段（名城線右回りホーム ⇄ 東山線ホーム）
- 東山線ホームでは高畑寄りにあり、名城線右回りホームではコンコース中央にある。

C階段（名城線右回りホーム・左回りホーム ⇄ 東山線ホーム）
- 東山線ホーム、名城線ホーム共にホーム中央にある。
- 名城線のどちらのホームにもつながっているが、途中狭い部分があるために混雑する。（横幅は人2人分）
- 踊り場でB階段とつながっている。

D階段（名城線左回りホーム ⇄ 東山線ホーム）
- 東山線ホームでは藤が丘寄りにあり、名城線左回りホームではホーム中央に出る。

名城線ホーム ⇄ 名鉄瀬戸線
- コンコース内にある、一番大曽根寄りの階段が便利。

東山線ホーム ⇄ 名鉄瀬戸線
- 1番藤が丘寄りの階段が便利。

### 駅施設

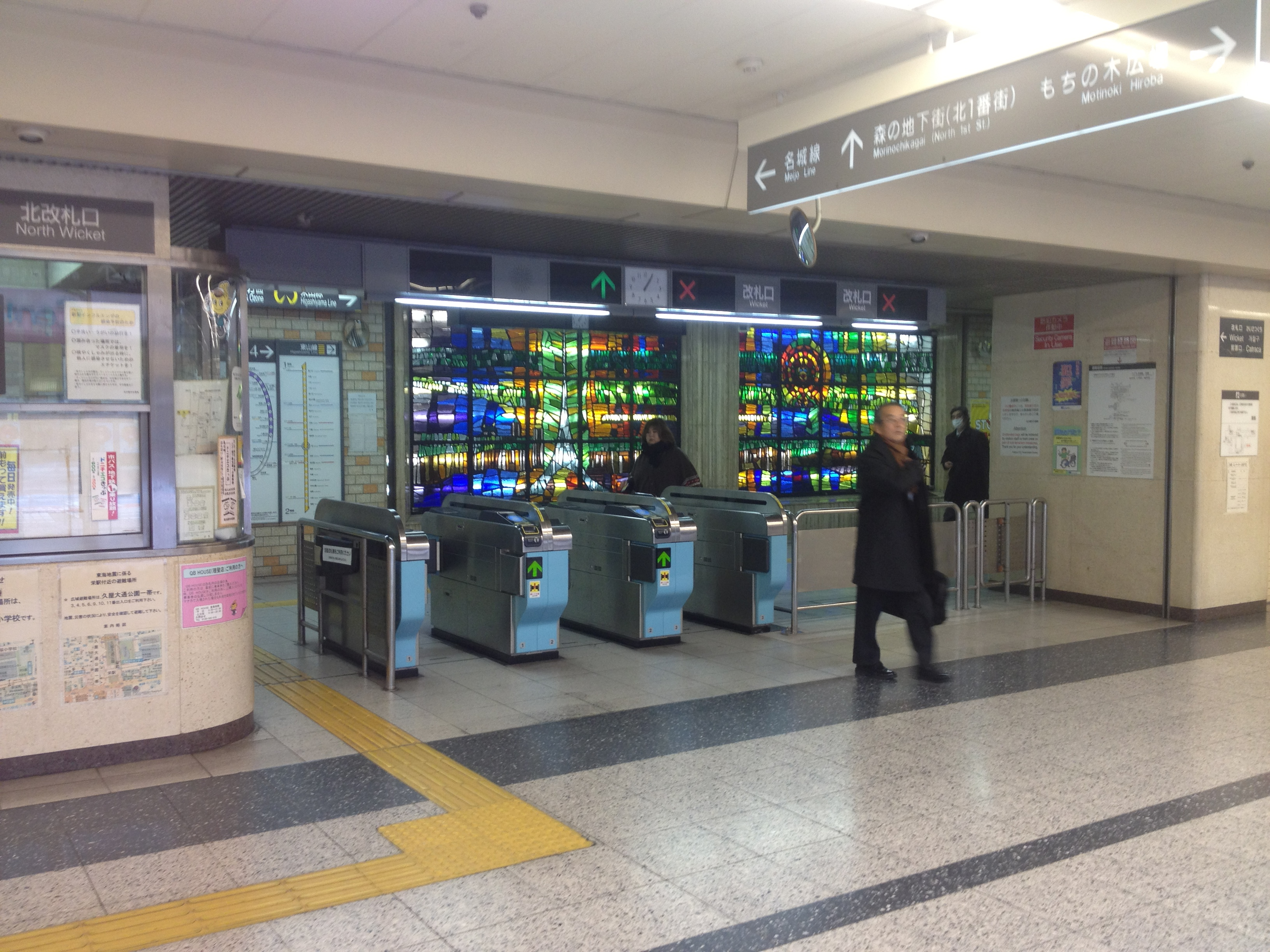
北改札口

栄駅は建設当初から乗換駅となる構想があり、それを前提に設計されたため、非常に簡単に乗り換えができる。
朝のラッシュ時間帯は千種駅から名古屋駅にかけて発車が遅れることが多く、栄駅でも、停車中の列車に後続列車が追いついて手前で停止することがしばしばある。
終電近くになると東山線と名城線との相互接続を行うため、当駅で数分程度停車する列車がある。本山駅においても同じ理由により一部列車にみられる。
東山線ホームは古い構造であるため、天井が低く、やや圧迫感がある。また、利用者が非常に多いにもかかわらず島式1面の狭隘なホームであるため、曜日・時間帯を問わず全般的に混雑している。
周辺に広大な地下街が広がり商業施設が密集しているため、コンコースから地上へのエレベーターの設置が難しいのが、構造上の難点として挙げられる。地上へのエレベーターは8番出入口のサンシャイン栄、もしくはオアシス21、中日ビルのいずれかを利用することとなる（ただし後者２つは早朝・深夜帯の利用制限あり）。地下鉄の駅名が書かれた出入口は東山線側に9ヶ所、名城線側に8ヶ所ある。
栄駅名城線ホームに進入する列車は警笛の吹鳴が義務付けられている（東山線、名城線ホーム共に駅手前に標識があるが、両線ともホーム柵が設置されているため、基本的に警笛を鳴らさない）。
1965年10月15日の名城線開通から1966年2月1日の料金（運賃）改定までの3か月半、東山線20円・名城線10円（いずれも大人）の乗切制であったため、両線間に連絡改札口が設置されていた。
東山線は伏見寄りに片渡り線があり、1番線から高畑方面や藤が丘方面への折り返しが可能である。近年では2024年12月15日、東区における不発弾処理のため栄～池下間が運転見合わせになった際に使用された。

1957年に東山線が当駅まで開業してから1960年に池下駅へ延伸されるまで、本線を暫定的に車庫として使用していた。その名残で池下・藤が丘側のトンネルは若干幅が広くなっている。

## 利用状況
| 年度               | 東山線乗車人員（人/日） | 名城線乗車人員（人/日） | 乗車人員合計（人/日） |
| ------------------ | ----------------------- | ----------------------- | --------------------- |
| 2004年（平成16年） | 72,443                  | 34,750                  | 107,193               |
| 2005年（平成17年） | 74,720                  | 34,914                  | 109,634               |
| 2006年（平成18年） | 73,729                  | 34,704                  | 108,433               |
| 2007年（平成19年） | 72,658                  | 33,715                  | 106,373               |
| 2008年（平成20年） | 72,263                  | 33,039                  | 105,302               |
| 2009年（平成21年） | 69,462                  | 31,995                  | 101,456               |
| 2010年（平成22年） | 68,291                  | 30,682                  | 98,973                |
| 2011年（平成23年） | 71,493                  | 33,646                  | 105,139               |
| 2012年（平成24年） | 73,848                  | 34,669                  | 108,517               |
| 2013年（平成25年） | 75,727                  | 35,684                  | 111,411               |
| 2014年（平成26年） | 75,474                  | 35,735                  | 111,209               |
| 2015年（平成27年） | 77,663                  | 36,874                  | 114,537               |
| 2016年（平成28年） | 77,763                  | 36,971                  | 114,734               |
| 2017年（平成29年） | 76,352                  | 36,452                  | 112,804               |
| 2018年（平成30年） | 74,717                  | 35,767                  | 110,484               |
| 2019年（令和元年） | 74,085                  | 35,816                  | 109,901               |

名城線の駅の中では最も多く、東山線の駅の中では名古屋駅に次いで2番目に多い。ただし上記の数値に乗り換え人員は含まない。
名鉄交通広告の公式サイトによると、当駅の2017年度の1日平均乗降客数は226,871人である。(名鉄瀬戸線の栄町駅は含まない)

## 駅周辺

### 概要
詳細は「栄(名古屋市)」を参照。
栄は名古屋市最大の繁華街である。100メートル道路（久屋大通）に沿って矢場町から栄駅を抜け外堀通までは都市公園（久屋大通公園）となっており広域に及ぶ。公園内には名古屋テレビ塔もあり、各種イベントが盛んに行われている。
栄駅付近の広小路通（愛知県道60号名古屋長久手線）の地下（東山線栄駅は錦通の地下に位置する。）、オアシス21の地下（吹き抜け構造）、栄駅からテレビ塔周辺までの久屋大通公園地下など、栄には広大な地下街が広がる。
松坂屋、三越、ラシック、スカイル、パルコ、ナディアパークなどの大型ショッピング施設が続く。
夜も賑やかでありネオンで彩られる。栄エリアは繁華街と同時に3つの歓楽街も有しており、当駅の北西側の錦三丁目（錦三（きんさん）、南東側の女子大小路（栄ウォーク街）、南西側の住吉・プリンセス大通といった歓楽街がある。愛知県立美術館・愛知県芸術劇場などが入る大型文化施設「愛知芸術文化センター」と、NHK名古屋局、オアシス21、名古屋テレビ塔（栄のテレビ塔）もこの近隣にあるが、この方向（当駅の北東側）は歓楽街にはなっていない。
オアシス21にはバスターミナルも設置されており、名古屋市中心街では、名古屋駅前に次ぐバス交通の要所となっている。
名古屋テレビ塔（栄のテレビ塔）は観光スポットであり、夜間のテレビ塔へのスポットライトも街を彩る。
当駅のすぐ西側を南北に通過する道は大津通である。名城線は久屋大通の地下を通っている。

### 主な施設
- ドン・キホーテ名古屋栄店
- 森の地下街
- サカエチカ
- セントラルパーク地下街
- 明治安田生命名古屋ビル
- 栄サンシティビル
  - 名古屋市中区役所
  - 名古屋栄四郵便局
- 中日ビル

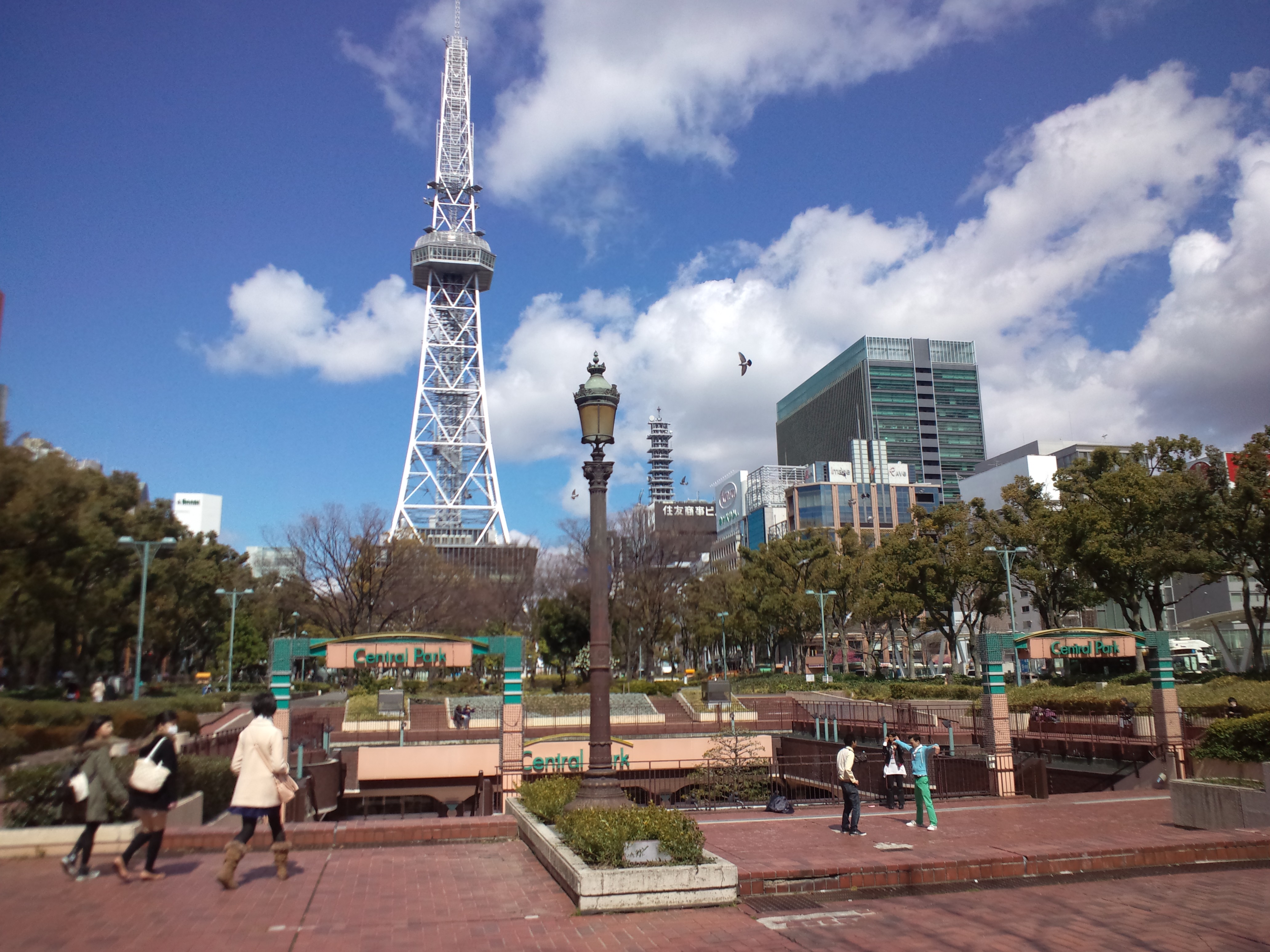
テレビ塔とセントラルパーク

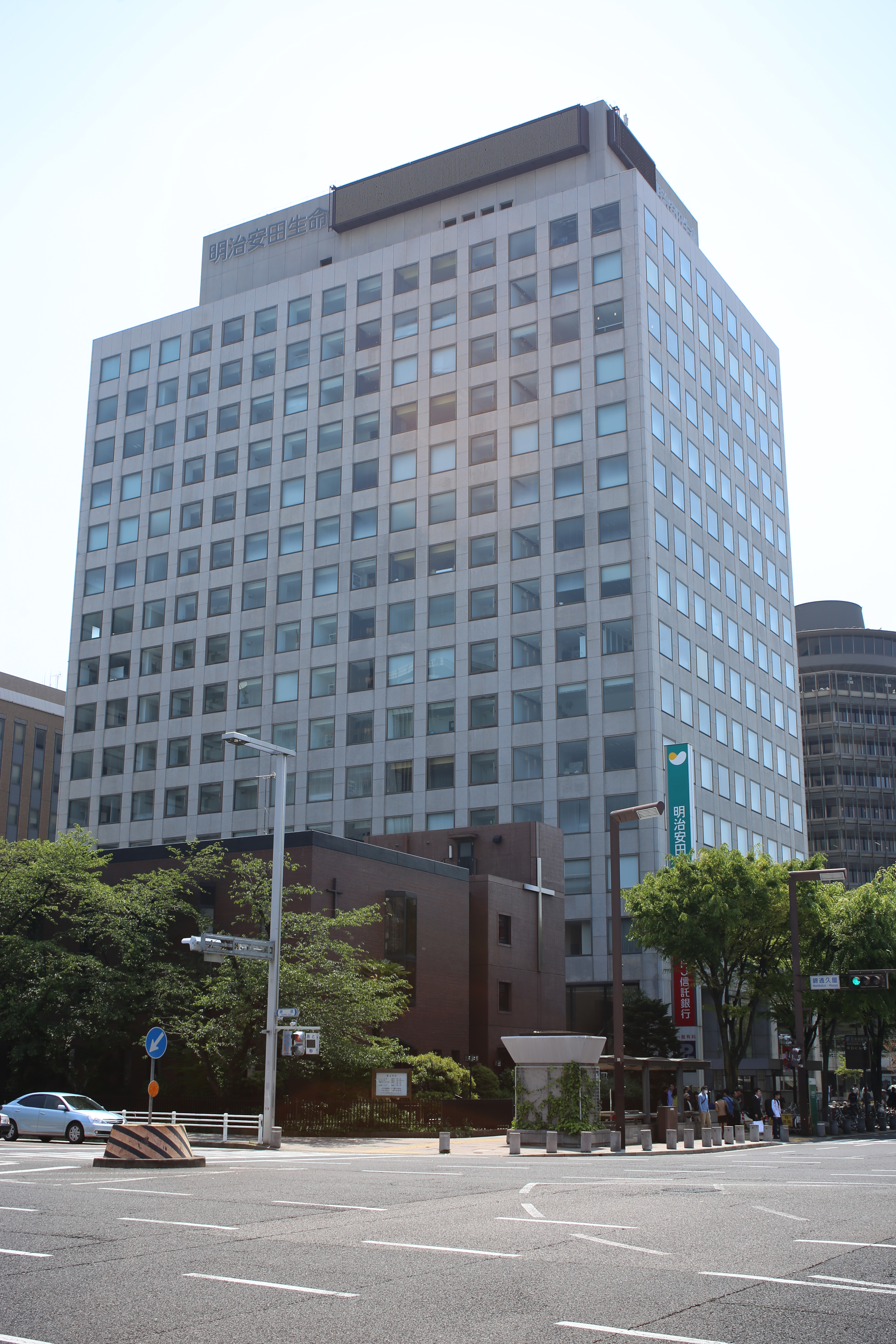
明治安田生命名古屋ビル

  - 中日ドラゴンズ本社（球団事務所、ナゴヤドームに移転）
  - 中日文化センター
  - 中日劇場
- ザ・ランドマーク名古屋栄（錦三丁目25番街区計画）
- 名古屋栄三越
  - ラシック（名古屋栄三越専門店館）
  - 三井住友銀行名古屋栄支店
- 松坂屋名古屋店（本館・北館・南館）
- 丸善名古屋本店
- Maruei Galleria（マルエイ ガレリア）（2022年3月31日オープン）
- スカイル
- SAKAE NOVA
  - HMV栄
- 栄町ビル・名古屋国際ホテル
- オアシス21
- 栄トリッドスクエア（S2計画）
- サンシャインサカエ
  - SKE48劇場
  - SKE48 CAFE&SHOP with AKB48
- 久屋大通公園
  - 中部電力MIRAITOWER
  - セントラルパーク地下街
  - ミツコシマエヒロバス
  - エンゼルパーク
  - リバーパーク
  - 久屋広場
  - 希望の広場
    - 希望の泉

  - ロサンゼルス広場
  - 光の広場
  - 盲導犬サーブ像
  - 久屋南噴水
- 愛知芸術文化センター
  - 愛知県美術館
  - 愛知県芸術劇場
  - 愛知県文化情報センター
- NHK名古屋放送センタービル
  - NHK名古屋放送局
  - 遊&放プラザ
- 東海テレビ・東海ラジオ本社
- NTT西日本名古屋支社
- 中部電力本店
- 名古屋栄東急イン
- アパホテル〈名古屋栄駅前〉EXCELLENT
- コンフォートイン名古屋栄駅前
- 十六銀行名古屋営業部（丸の内駅や久屋大通駅の方が近い）
- 横浜銀行名古屋支店（伏見駅が最寄り駅）
- 三菱UFJ銀行名古屋営業部 （旧東海銀行本店）・名古屋中央支店（店舗内店舗）
- 名古屋銀行本店
- スルガ銀行名古屋支店
- 京都銀行名古屋支店
- 第四北越銀行名古屋支店
- 名古屋栄郵便局

## バス路線
最寄り停留所は、栄バスターミナルとなる。乗り場は、オアシス21のりばや広小路通（愛知県道60号名古屋長久手線）上などの路上に分散して設置されている。以下の一般路線バスと高速バスが乗り入れており、名古屋市営バス（名古屋市交通局）、名鉄バス、とよやまタウンバス等により運行されている。

### 一般路線

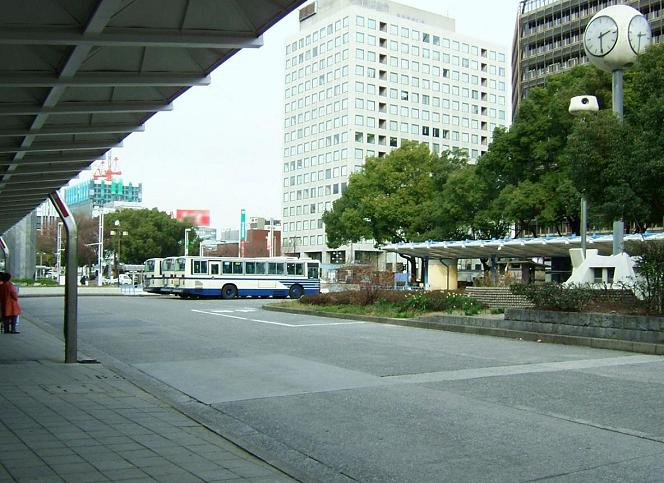
旧噴水南のりば（2019年3月24日の運行をもって閉鎖）

#### 栄バス停：オアシス21バスターミナルのりば
ターミナル内のバス乗り場は全部で10ヶ所あり、名古屋市営バスは1 - 7番を使用している（7番のりばは名鉄バスと共用）。

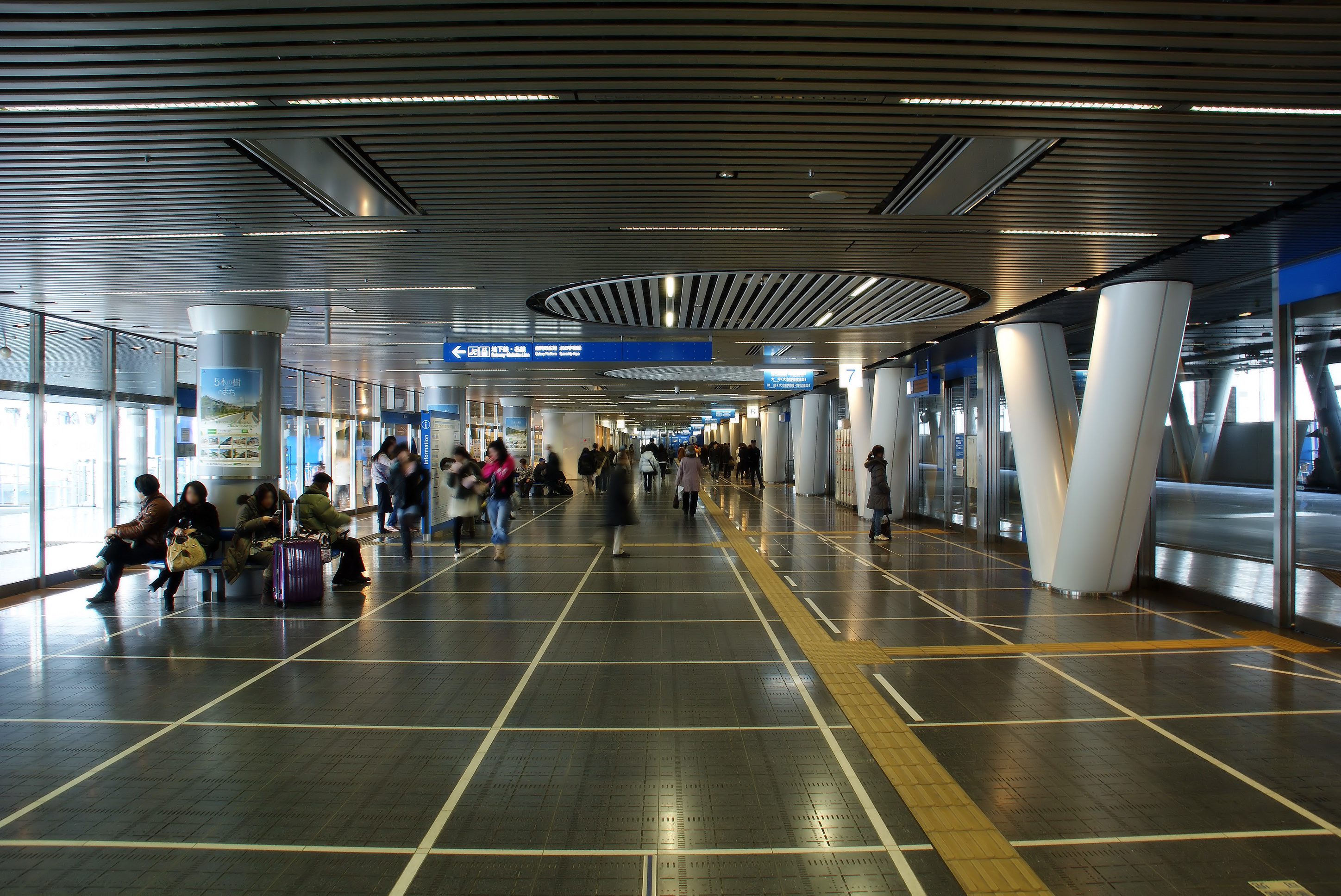
オアシス21のりば

- 基幹2：市役所・茶屋ヶ坂経由 引山行、四軒家行（名古屋市営）（3・23番のりば）
- 幹栄1：黒川経由 如意住宅行、水分橋行（名古屋市営）（4番のりば）
- 幹栄2：笹島町・中村公園経由 新大正橋西行（名古屋市営）（7・16番のりば）
- 栄11：名塚経由 如意車庫前行、如意住宅行、平田住宅行（名古屋市営）（2・25番のりば）
- 栄12：新栄町・赤塚経由 安井町西行（名古屋市営）（5・11番のりば）
- 栄13：名古屋城正門前経由 安井町西行（名古屋市営）（2・15番のりば）
- 栄14：東片端・赤塚経由 上飯田行（名古屋市営）（4番のりば）
- 栄15：大曽根経由 新守山駅行（名古屋市営）（5番のりば）
- 栄16：田代本通経由 名古屋大学行（名古屋市営）（5・12番のりば）
- 栄22：一番3丁目経由 港区役所行（名古屋市営）（6・16番のりば）
- 栄24：笹島町・千成通経由 稲西車庫行（名古屋市営）（6・16番のりば）
- 栄25：名城公園・浄心町経由 名塚中学行、名西橋行（名古屋市営）（1・25番のりば）
- 栄26：瓦町・高辻経由 博物館行（名古屋市営）（4・12番のりば）
- 栄27：浄心町・名西橋・枇杷島スポーツセンター経由 栄行（名古屋市営）（1・25番のりば）
- 中巡回：大須観音経由 金山行（名古屋市営）（1・15番のりば）
- 西巡回：浄心町・名西橋・枇杷島スポーツセンター経由 栄行（名古屋市営）（1・25番のりば）
- 40：笹島町・安松経由  大坪行（名鉄）（7番のりば）
- 43：笹島町・安松経由津島駅行（名鉄）（7番のりば）

#### 栄バス停：路上のりば
11 - 16番のりば（13番のりばは未使用）は広小路通上に、17番のりばは中日ビル西側に、18 - 20番のりばはオアシス21西側に設置されている。16番のりばの屋根には2018年3月に金鯱が取り付けられた。
- 基幹1：丸田町経由 鳴尾車庫行、星崎行、笠寺駅行（名古屋市営）（17・18番のりば）
- 栄17：川原通経由 名古屋大学行（名古屋市営）（17・19番のりば）
- 栄18：丸田町・名大病院経由 妙見町行（名古屋市営）（19番のりば）
- 栄20：丸田町経由 瑞穂運動場東行、新瑞橋行（名古屋市営）（17・19番のりば）
- 栄21：金山・神宮東門経由 泉楽通四丁目行（名古屋市営）（20番のりば）
- 栄23：上前津・五月通経由 中川車庫前行（名古屋市営）（20番のりば）
- 深夜1：藤が丘行（名古屋市営）（12・19番のりば）
- 深夜2：地下鉄高畑行（名古屋市営）（16・20番のりば）
- 名駅16：東新町経由 名古屋駅行（名古屋市営）（14番のりば）、納屋橋経由 名古屋駅行（15番のりば）
- 基幹バス：矢場町経由 30 - 36 名鉄バスセンター行（南行き停留所[バス注釈 2]）、引山経由 30 三軒家・31 藤が丘・32 トヨタ博物館前・33 尾張旭向ヶ丘・34 愛知医科大学病院・35 菱野団地・36 瀬戸駅前 行（名鉄）（北行き停留所[バス注釈 3]）
- 笹島町・安松経由 40 大坪行、43 津島駅行（名鉄）（西行き停留所[バス注釈 4]）[バス出典 2]
- 航空館boon行（とよやまタウンバス）

#### 中部電力MIRAI TOWERバス停：路上のりば
- メーグル：名古屋城経由 名古屋駅行（名古屋市営）[バス注釈 5]

### 高速バス
従来からの高速路線バスの発着はすべて栄バスターミナルのオアシス21のりばとなる。なお、オアシス21内の案内所は、現在、三重交通の切符売り場になった。高速ツアーバスからの転向組であるWILLER GROUPは、久屋大通公園の愛の広場にバス停を設置している。長距離路線を中心に名鉄バスまたはJR東海バスとほかの事業者が共同運行を行っているケースが多い。

#### 名鉄バス

##### 8番乗り場
- 中央道高速バス新宿線：バスタ新宿（新宿駅）行 【名鉄バス・京王バス】
- 中央道高速バス伊那線：伊那市・箕輪行 【名鉄バス・信南交通】
- 中央道高速バス飯田線：飯田行 【名鉄バス・信南交通】
- 佐野・宇都宮・郡山・福島行 【名鉄バス・福島交通】
- どんたく号：西鉄天神高速バスターミナル行 【名鉄バス・西鉄バス】
- 桃花台線：桃花台ニュータウン（桃花台東）行、明治村行（明治村方面への便は土曜・祝日の一部便のみ）
- 関・美濃線：美濃市駅行【名鉄バス・岐阜バス】
- 西可児線：虹ヶ丘経由 可児車庫行（一部リトルワールド経由）【東濃鉄道】
- 桜ヶ丘ハイツ線：明和団地・桜ヶ丘経由 桂ヶ丘行・可児車庫行【名鉄バス・東濃鉄道】
- 県営名古屋空港直行バス　県営名古屋空港経由 あいち航空ミュージアム行

##### 9番乗り場
- 高針線 愛知学院大学 行
- セントレアリムジン　中部国際空港行

#### JR東海バス
出典：
- 東名ハイウェイバス：静岡駅行、東京駅行 【JR東海バス・JRバス関東・JRバステック】
- 中央ライナーなごや号：バスタ新宿（新宿駅）・東京駅行　【JR東海バス・JRバス関東】
- ドリームなごや号：バスタ新宿（新宿駅）・東京駅行　【JR東海バス・JRバス関東】
- ファンタジアなごや号：横浜駅・東京テレポート駅（お台場）・東京ディズニーリゾート・西船橋駅行　【JR東海バス・京成バス】

#### その他
- 長島温泉行、大山田団地行、陽だまりの丘行、希望ヶ丘行、西桑名ネオポリス行　【三重交通】…10番乗り場に発着。なお、朝の西桑名ネオポリス行き1本のみ、たての街前発[バス出典 4]。
- YCAT・東京駅・東京ディズニーランドゆき　【WILLER GROUP】…愛の広場に発着

### 広小路栄・栄大津バス停
- 大津通：三越前付近 栄大津
- 広小路通：旧丸栄付近 広小路栄

なお、栄21・栄23系統の栄行きは矢場町から久屋大通を経由するため、栄大津北行きバス停には停車せず、栄（南）停で降車扱いを行ってからオアシス21の降車停に向かう。栄大津北行きバス停に停車するのは矢場町から大津通を北上し栄交差点を左折して名古屋駅に向かうC758系統（栄バス停と通らないが、栄大津と広小路栄両方停車する。）と、同じように栄交差点を左折していた50号系統（妙見町 - 名古屋駅前）をルーツに持つ栄18系統のみである。

## 隣の駅
名古屋市営地下鉄
  東山線
伏見駅 (H09) - 栄駅 (H10) - 新栄町駅 (H11)
  名城線
矢場町駅 (M04) - 栄駅 (M05) - 久屋大通駅 (M06)
- ()内は駅番号を示す。